# 鹿児島県議会
鹿児島県議会（）は、鹿児島県に設置されている議会である。

## 概要
- 定数：51人
- 議長：日高滋（自由民主党県議団）
- 副議長：園田豊（自由民主党県議団）
- 所在地：鹿児島県鹿児島市鴨池新町10番1号

### 会派
| 会派名                       | 議員数 | 所属議員の党派別内訳 | 女性議員数 | 女性議員の比率(%) |
| ---------------------------- | ------ | -------------------- | ---------- | ----------------- |
| 自由民主党鹿児島県議会議員団 | 34     | 自由民主党           | 5          | 14.7              |
| 県民連合                     | 7      | 立憲民主党・無所属   | 2          | 28.5              |
| 公明党鹿児島県議団           | 3      | 公明党               | 0          | 0                 |
| 日本共産党県議団             | 1      | 日本共産党           | 0          | 0                 |
| 無所属                       | 6      | 無所属               | 4          | 66.6              |
| 現員                         | 51     |                      | 11         | 21.5              |

### 委員会
- 議会運営委員会

#### 常任委員会
- 総務委員会
- 産業経済委員会
- 企画建設委員会
- 文教警察委員会
- 環境厚生委員会

### 事務局
- 議会事務局
  - 総務課
    - 秘書室

  - 議事課
  - 政務調査課

## 各選挙区の区域・定数
- 鹿児島市・鹿児島郡区（17）：鹿児島市・鹿児島郡全域
- 鹿屋市・垂水市区（4）：鹿屋市・垂水市
- 枕崎市区（1）：枕崎市
- 阿久根市・出水郡区（1）：阿久根市・出水郡長島町
- 出水市区（2）：出水市
- 指宿市区（1）：指宿市
- 西之表市・熊毛郡区（2）：西之表市・熊毛郡全域
- 薩摩川内市区（3）：薩摩川内市
- 日置市区（2）：日置市
- 曽於市区（1）：曽於市
- 霧島市・姶良郡区（4）：霧島市・姶良郡湧水町
- いちき串木野市区（1）：いちき串木野市
- 南さつま市区（1）：南さつま市
- 志布志市・曽於郡区（1）：志布志市・曽於郡大崎町
- 奄美市区（2）：奄美市・大島郡龍郷町
- 南九州市区（1）：南九州市
- 伊佐市区（1）：伊佐市
- 姶良市区（2）：姶良市
- 薩摩郡区（1）：薩摩郡さつま町
- 肝属郡区（1）：肝属郡全域
- 大島郡区（2）：龍郷町を除く大島郡全域

## 主な鹿児島県議会議員出身者
参議院議員（現職）
- 尾辻秀久

首長（現職）
- 中重真一 - 霧島市長
- 本坊輝雄 - 南さつま市長
- 田中良二 - 薩摩川内市長
- 下鶴隆央 - 鹿児島市長
- 打越明司 - 指宿市長

元議員・その他
- 和泉照雄 - 元参議院議員
- 柴立芳文- 元参議院議員
- 井上吉夫 - 元参議院議員
- 小里貞利 - 元衆議院議員・現衆議院議員小里泰弘の父
- 久保亘 - 元参議院議員
- 田中茂穂 - 元参議院議員
- 長野祐也 - 元衆議院議員
- 村山喜一 - 元衆議院議員
- 加治屋義人 - 元参議院議員
- 前田終止 - 元霧島市長
- 金子万寿夫- 元衆議院議員
- 田畑誠一 - 元いちき串木野市長
- 園田修光 - 元参議院議員